# Slovenija na Svetovnem prvenstvu v hokeju na ledu 2000
Slovenija je na Svetovnem prvenstvu v hokeju na ledu 2000 B, ki je potekalo med 11. in 21. aprilom 2000 v Katowicah na Poljskem, s petimi porazi in dvema remijema osvojila sedmo mesto ter ostala v B skupini za Svetovno prvenstvo 2001.

## Postava
- Selektor: Rudi Hiti
- Pomočnik selektorja: Darko Prusnik

| Pol. | Št. | Igralec           | Starost (rojstni dan)      | Klub                           |
| ---- | --- | ----------------- | -------------------------- | ------------------------------ |
| GK   | 20  | Luka Simšič       | 30 let (16. avgust 1969)   | HK Acroni Jesenice             |
| GK   | 29  | Klemen Mohorič    | 24 let (25. maj 1975)      | HDD Olimpija                   |
| GK   | 30  | Gaber Glavič      | 22 let (11. marec 1978)    | HK Acroni Jesenice             |
| D    | 2   | Bojan Zajc        | 34 let (7. november 1965)  | HDD Olimpija                   |
| D    | 3   | Robert Ciglenečki | 25 let (14. julij 1974)    | HDD Olimpija                   |
| D    | 5   | Klemen Kelgar     | 23 let (24. december 1976) | Lake Superior State University |
| D    | 9   | Aleš Kranjc       | 18 let (29. julij 1981)    | HK Acroni Jesenice             |
| D    | 15  | Boris Kunčič      | 30 let (20. januar 1970)   | HK Acroni Jesenice             |
| D    | 19  | Uroš Vidmar       | 20 let (9. oktober 1980)   | HK Acroni Jesenice             |
| D    | 20  | Davor Durakovič   | 19 let (31. julij 1981)    | Flin Flon Bombers              |
| D    | 22  | Elvis Bešlagič    | 27 let (4. julij 1973)     | HK Acroni Jesenice             |
| F    | 10  | Mitja Šivic       | 20 let (1. oktober 1979)   | HDD Olimpija                   |
| F    | 11  | Martin Pirnat     | 21 let (11. januar 1979)   | HDD Olimpija                   |
| F    | 12  | Jaka Avgustinčič  | 23 let (27. oktober 1976)  | HDD Olimpija                   |
| F    | 13  | Luka Žagar        | 21 let (25. junij 1978)    | HK Slavija                     |
| F    | 14  | Dejan Kontrec     | 30 let (23. januar 1970)   | HDD Olimpija                   |
| F    | 17  | Nik Zupančič      | 31 let (3. oktober 1968)   | Timrå IK                       |
| F    | 21  | Gregor Polončič   | 15 let (5. februar 1985)   | HDD Olimpija                   |
| F    | 23  | Boštjan Kos       | 24 let (17. marec 1976)    | HK Slavija                     |
| F    | 26  | Grega Por         | 22 let (3. oktober 1977)   | HK Acroni Jesenice             |
| F    | 27  | Jurij Goličič     | 19 let (6. april 1981)     | Owen Sound Platers             |

## Tekme
| 12. april 2000 | Nemčija | 7–2 | Slovenija | Katowice |

| Poročilo tekme | Poročilo tekme | Poročilo tekme  | Poročilo tekme | Poročilo tekme |
| -------------- | -------------- | --------------- | -------------- | -------------- |
| Začetek: 16:00 |                | (2:1, 3:0, 2:1) |                | Gledalci: 350  |

| 13. april 2000 | Slovenija | 3–3 | Združeno kraljestvo | Katowice |

| Poročilo tekme | Poročilo tekme | Poročilo tekme  | Poročilo tekme | Poročilo tekme |
| -------------- | -------------- | --------------- | -------------- | -------------- |
| Začetek: 14:00 |                | (1:1, 2:1, 0:1) |                | Gledalci: 340  |

| 15. april 2000 | Danska | 4–2 | Slovenija | Katowice |

| Poročilo tekme | Poročilo tekme | Poročilo tekme  | Poročilo tekme | Poročilo tekme |
| -------------- | -------------- | --------------- | -------------- | -------------- |
| Začetek: 16:00 |                | (1:0, 2:2, 1:0) |                | Gledalci: 400  |

| 16. april 2000 | Slovenija | 4–9 | Kazahstan | Katowice |

| Poročilo tekme | Poročilo tekme | Poročilo tekme  | Poročilo tekme | Poročilo tekme |
| -------------- | -------------- | --------------- | -------------- | -------------- |
| Začetek: 14:00 |                | (1:4, 0:3, 3:2) |                | Gledalci: 330  |

| 18. april 2000 | Nizozemska | 2–2 | Slovenija | Katowice |

| Poročilo tekme | Poročilo tekme | Poročilo tekme  | Poročilo tekme | Poročilo tekme |
| -------------- | -------------- | --------------- | -------------- | -------------- |
| Začetek: 14:00 |                | (1:0, 0:1, 1:1) |                | Gledalci: 300  |

| 19. april 2000 | Poljska | 3–1 | Slovenija | Katowice |

| Poročilo tekme | Poročilo tekme | Poročilo tekme  | Poročilo tekme | Poročilo tekme |
| -------------- | -------------- | --------------- | -------------- | -------------- |
| Začetek: 20:00 |                | (2:0, 0:0, 1:1) |                | Gledalci: 4000 |

| 21. april 2000 | Slovenija | 2–3 | Estonija | Katowice |

| Poročilo tekme | Poročilo tekme | Poročilo tekme  | Poročilo tekme | Poročilo tekme |
| -------------- | -------------- | --------------- | -------------- | -------------- |
| Začetek: 13:00 |                | (0:1, 1:2, 1:0) |                | Gledalci: 300  |

## Statistika

### Vratarji
| #  | Vratar         | OT | OTI | OMIN | PG | PGT  | OUS   | KM |
| -- | -------------- | -- | --- | ---- | -- | ---- | ----- | -- |
| 1  | Luka Simšič    | 7  | 7   | 380  | 25 | 3,57 | 89,36 | 2  |
| 29 | Klemen Mohorič | 0  | 0   | 0    | 0  | -    | -     | 0  |
| 30 | Gaber Glavič   | 7  | 1   | 40   | 5  | 5,00 | 72,22 | 0  |

### Drsalci
| #  | Hokejist          | OT | DG | DP | TOČ | KM | +/- | ZG | GIV | GIM | SNG |
| -- | ----------------- | -- | -- | -- | --- | -- | --- | -- | --- | --- | --- |
| 2  | Bojan Zajc        | 7  | 1  | 3  | 4   | 24 | -5  | 0  | 1   | 0   | 13  |
| 3  | Robert Ciglenečki | 7  | 0  | 0  | 0   | 20 | -9  | 0  | 0   | 0   | 8   |
| 5  | Klemen Kelgar     | 7  | 0  | 2  | 2   | 12 | 0   | 0  | 0   | 0   | 6   |
| 9  | Aleš Kranjc       | 7  | 1  | 1  | 2   | 4  | -4  | 0  | 0   | 1   | 10  |
| 10 | Mitja Šivic       | 7  | 0  | 3  | 3   | 2  | -2  | 0  | 0   | 0   | 6   |
| 11 | Martin Pirnat     | 7  | 0  | 2  | 2   | 0  | 1-  | 0  | 0   | 0   | 6   |
| 12 | Jaka Avgustinčič  | 7  | 0  | 0  | 0   | 6  | -1  | 0  | 0   | 0   | 3   |
| 13 | Luka Žagar        | 7  | 0  | 0  | 0   | 0  | 0   | 0  | 0   | 0   | 12  |
| 14 | Dejan Kontrec     | 7  | 3  | 3  | 6   | 10 | 0   | 0  | 1   | 0   | 9   |
| 15 | Boris Kunčič      | 7  | 0  | 0  | 0   | 12 | -2  | 0  | 0   | 0   | 3   |
| 17 | Nik Zupančič      | 7  | 7  | 4  | 11  | 0  | -1  | 0  | 2   | 0   | 25  |
| 19 | Uroš Vidmar       | 7  | 0  | 0  | 0   | 0  | 0   | 0  | 0   | 0   | 0   |
| 20 | Davor Durakovič   | 7  | 0  | 0  | 0   | 32 | -2  | 0  | 0   | 0   | 4   |
| 21 | Gregor Polončič   | 7  | 1  | 0  | 1   | 10 | -3  | 0  | 0   | 0   | 11  |
| 22 | Elvis Bešlagič    | 7  | 1  | 1  | 2   | 34 | +1  | 0  | 1   | 0   | 22  |
| 23 | Boštjan Kos       | 7  | 0  | 1  | 1   | 22 | -3  | 0  | 0   | 0   | 13  |
| 26 | Grega Por         | 7  | 2  | 0  | 2   | 8  | -2  | 0  | 1   | 0   | 12  |
| 27 | Jurij Goličič     | 7  | 0  | 3  | 3   | 2  | -2  | 0  | 0   | 0   | 4   |